# Coelidiana unipuncta
Coelidiana unipuncta är en insektsart som beskrevs av Delong 1953. Coelidiana unipuncta ingår i släktet Coelidiana och familjen dvärgstritar. Inga underarter finns listade i Catalogue of Life.